# Дроздова, Маргарита Сергеевна
Маргари́та Серге́евна Дроздо́ва (род. 7 мая 1948, Москва, СССР) — балерина, балетный педагог. Народная артистка СССР (1986).

## Биография
Маргарита Дроздова родилась 7 мая 1948 года в Москве.
Училась в Московском хореографическом училище, где её педагогами по классическому танцу были Елизавета Гердт (в 1-м классе), затем Вера Васильева и Нина Чкалова-Чорохова. Окончила училище в 1967 году по классу педагога Суламифь Мессерер. После экзаменов получила приглашение от трёх московских театров: Большого, Музыкального и вновь созданного «Молодого балета» Игоря Моисеева. Так как Маргарита ещё будучи ученицей участвовала в спектаклях Музыкального театра, а перед выпуском дважды исполнила партию Одетты-Одиллии в «Лебедином озере» в постановке Владимира Бурмейстера, она приняла решение работать с этим балетмейстером (сразу получила положение солистки).
В 1967—1987 годах — солистка, ведущая балерина Московского академического музыкального театра им. К. С. Станиславского и Вл. И. Немировича-Данченко. Специально для неё создавали спектакли главные балетмейстеры театра, с которыми она работала на протяжении своей сценической деятельности — Владимир Бурмейстер, Алексей Чичинадзе, Дмитрий Брянцев. Постоянным партнёром балерины был танцовщик Валим Тедеев. Репетировала с педагогом Татьяной Легат.
Гастролировала за рубежом, в том числе выступала в ГДР, в берлинском театре «Комише опер».
В 1988 году получила высшее образование, закончив педагогическое отделение балетмейстерского факультета Института имени А. В. Луначарского (курс Марины Семёновой). С 1987 года работает педагогом-репетитором в Московском музыкальном театре им. К. С. Станиславского и Вл. И. Немировича-Данченко. Среди её учениц ведущие балерины труппы — Татьяна Чернобровкина, Светлана Цой, Лилия Мусаварова.
Член КПСС с 1980 года по 1991 год.
В июне 2023 года театр отметил 75-летний юбилей Дроздовой спектаклем «Лебединое озеро» с участием её учениц Оксаны Кардаш, Ксении Рыжковой (Одетта в I и III актах) и Ксении Шевцовой (Одиллия), а также Ивана Михалёва (принц Зигфрид).

## Партии
- 1968 — «Лебединое озеро» П. И. Чайковского, балетмейстер В. П. Бурмейстер — Одетта-Одиллия
- «Корсар» А. Адана, Л. Делиба, Р. Дриго, Ц. Пуни — Медора
- «Эсмеральда» Ц. Пуни, балетмейстер В. П. Бурмейстер в редакции А. В. Чичинадзе — Флер де Лис и Эсмеральда
- «Дон Жуан» на музыку Р. Штрауса — Донна Анна
- «Пахита» Э. Дельдеве и Л. Минкуса — Солистка
- «Штраусиана» на музыку И. Штрауса — Актриса
- «Вариации» на музыку Ж. Бизе, балетмейстер В. П. Бурмейстер — Муза

### Первая исполнительница партий в театре
- 1970 — «Аппассионата» на музыку Л. ван Бетховена, балетмейстер В. П. Бурмейстер — Девушка
- 1971 — «Золушка» С. С. Прокофьева, балетмейстер А. В. Чичинадзе — Золушка
- 1972 — Сюита из балета «Гаянэ» А. И. Хачатуряна, балетмейстер А. В. Чичинадзе — Гаянэ
- 1974 — «Прозрение» Ю. М. Буцко, балетмейстеры Н. Д. Касаткина и В. Ю. Василёв — Наталья
- 1975 — «Коппелия» Л. Делиба, балетмейстер А. В. Чичинадзе — Сванильда
- 1976 — «Мечтатели» на музыку Д. Д. Шостаковича, балетмейстеры Н. И. Рыженко и В. В. Смирнов-Голованов — Таня
- 1977 — «Степан Разин» Н. Н. Сидельникова, балетмейстер А. В. Чичинадзе — Марья
- 1978 — «Чёрные птицы» Г. Катцера, балетмейстеры Т. Шиллинг — Ханна
- 1979 — «Шакунтала» С. а. Баласаняна, балетмейстер А. В. Чичинадзе — Шакунтала
- 1980 — «Легенда о Жанне Д’Арк» Н. И. Пейко, балетмейстер К. М. Сергеев — Жанна Д’Арк
- 1980 — «Вечерние танцы» на музыку Ф. Шуберта, балетмейстер Т. Шиллинг — Солистка
- 1981 — «Дон Кихот» Л. Минкуса, балетмейстер А. В. Чичинадзе — Китри
- 1982 — «Риварес» на музыку С. Ф. Цинцадзе, по роману «Овод» Э. Л. Войнич, балетмейстер А. В. Чичинадзе — Джемма
- 1983 — «Антоний и Клеопатра» на музыку С. С. Прокофьева, балетмейстер С. В. Воскресенская — Клеопатра
- 1983 — «Баллада», балетмейстер В. А. Усманов — Женщина
- 1983 — «Конёк-Горбунок» Р. К. Щедрина, по одноимённой сказке П. П. Ершова, балетмейстер Д. А. Брянцев — Девица-краса
- 1985 — «Оптимистическая трагедия» М. Б. Броннера, балетмейстер Д. А. Брянцев — Комиссар
- 1987 — Хореографическая миниатюра «Вокализ» на музыку С. В. Рахманинова («Вечер современной хореографии»), балетмейстер Д. А. Брянцев

## Звания и награды
- Премия Анны Павловой Парижской Академии танца (1968)[4]
- 2-я премия Международного конкурса артистов балета в Варне (1972)[4]
- 2-я премия Всесоюзного конкурса балетмейстеров и артистов балета в Москве (1972)
- 3-я премия Международного конкурса артистов балета и хореографов в Москве (1973)[5]
- Заслуженная артистка РСФСР (2 июля 1974)
- Народная артистка РСФСР (27 октября 1980)[4]
- Народная артистка СССР (31 июля 1986)
- Орден Почёта (16 декабря 2008)[6]
- Орден Дружбы (29 ноября 1999)[7]
- Лауреат профессионального балетного приза «Душа танца», учреждённого журналом «Балет» и Министерством культуры России в номинации «Учитель» (2008)
- Лауреат премии «Золотая маска» в номинации «За выдающийся вклад в развитие театрального искусства» (2022)[8]